# اوبی اوتوشی
اوبی اوتوشی (به ژاپنی: 帯落)-(به انگلیسی: Obi otoshi) یکی از فنون و تکنیک‌های دستهٔ ناگه-وازا رشتهٔ ورزشی جودو است که در زیردستهٔ ته-وازا دسته‌بندی می‌شود.